# Tempate
Tempate es un distrito del cantón de Santa Cruz, en la provincia de Guanacaste, en la República de Costa Rica.

## Toponimia
Su nombre deriva del árbol de tempate.

## Geografía
Tempate cuenta con un área de 139,69 km² y una altitud media de 62 m s. n. m.

### Playas
Tiene algunas playas como las siguientes: Playa Potrero, Playa Prieta, Playa Penca, Playa Danta, Playa Dantita y Playa Catalinas.  

## Demografía
Para el año 2022, Tempate cuenta con una población estimada de 8136 habitantes, y para el último censo efectuado, en 2011, Tempate contaba con una población de 5630 habitantes.

## Localidades
- Barrios: Paraíso.
- Poblados: Bejuco, Chiles, El Llano, Huacas, Portegolpe, Potrero, Rincón.

## Transporte

### Carreteras
Al distrito lo atraviesan las siguientes rutas nacionales de carretera:
- Ruta nacional 155
- Ruta nacional 180
- Ruta nacional 909
- Ruta nacional 910
- Ruta nacional 911
- Ruta nacional 933